# Siddinghausen (Büren)
Siddinghausen ist ein Stadtteil der Stadt Büren im Kreis Paderborn im Osten Nordrhein-Westfalens und liegt am Oberlauf der Alme im Almetal. Die Ortschaft hat 946 Einwohner (Stand: 31. Dezember 2019).

## Geografie
Siddinghausen liegt circa vier Kilometer entfernt von Büren. Der Ort liegt in einem Tal, das in Richtung Büren durch den Mühlenberg begrenzt wird. Auf der gegenüberliegenden Seite begrenzen Ausläufer des Arnsberger Waldes den Ort.

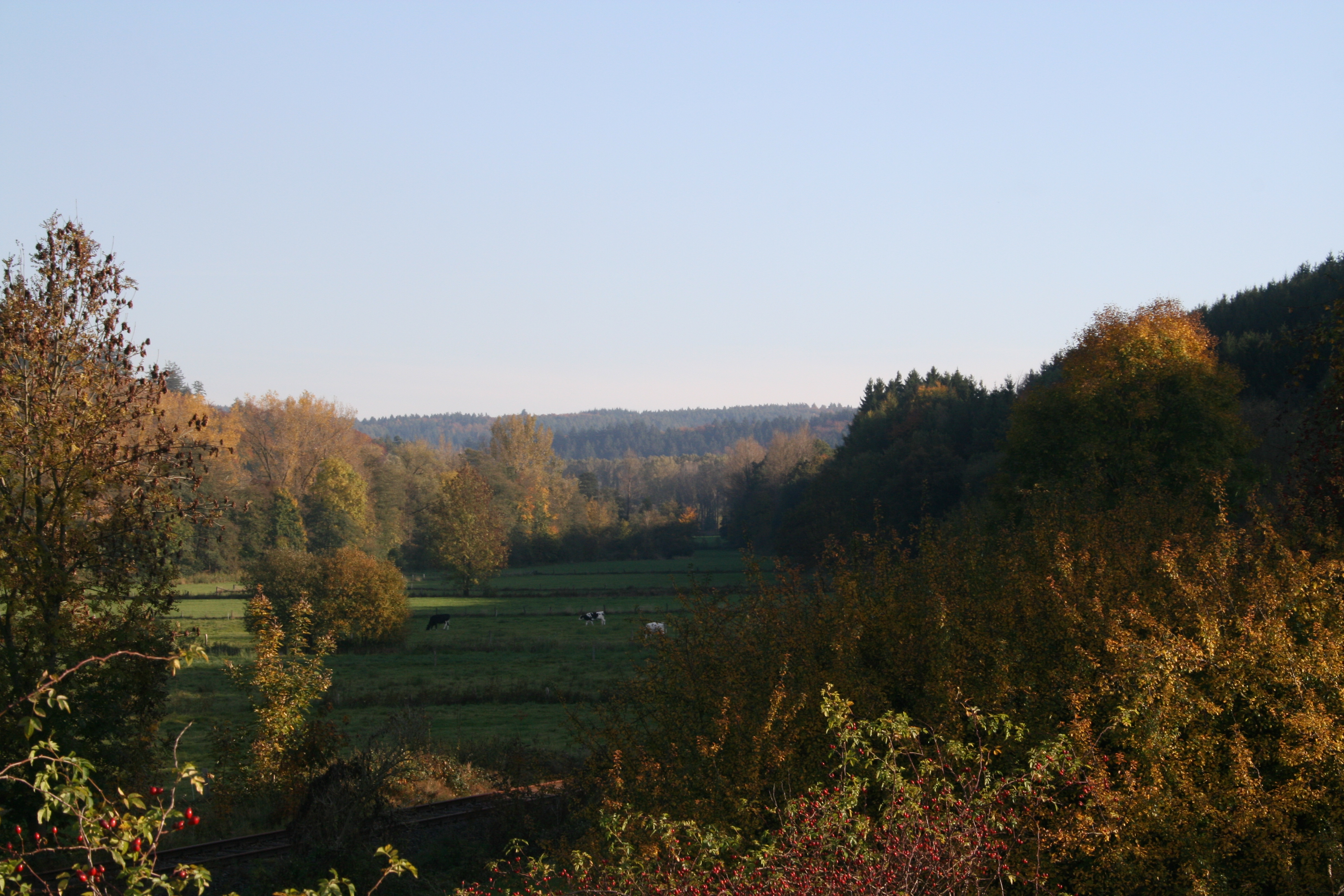
Das Almetal bei Siddinghausen

### Klima
Siddinghausen liegt im Regenschatten des Sauerlandes und hat eine Niederschlagsmenge von etwa 800 bis 850 mm im Jahr.

## Geschichte
Siddinghausen gehört zu den ältesten Orten im Bürener Land. Nach Überlieferungen baute ein sächsischer Adeliger namens Sidag auf seinem Erbgut eine hölzerne Kirche. Die Kirche wurde im Jahr 799 von Papst Leo III. unter Beisein von Karl dem Großen geweiht. Die Siedlung, die dann um die Kirche gebaut wurde, erhielt den Namen „Sidaghusen“, woraus sich später „Siddinghausen“ entwickelte. 
Siddinghausen gehörte bis zu den Napoleonischen Kriegen zur Herrschaft Büren im Hochstift Paderborn. Im Königreich Westphalen bildete der Ort von 1807 bis 1813 eine Gemeinde im Kanton Büren des Distrikts Paderborn im Departement der Fulda. 1816 kam die Gemeinde Siddinghausen zum neuen Kreis Büren, in dem sie bis 1895 zum Amt Büren und danach zum Amt Büren-Land gehörte. Am 1. Januar 1975 wurde Siddinghausen in die Stadt Büren eingemeindet, die seitdem zum Kreis Paderborn gehört.

## Politik
Von 1844 bis in das Jahr 1975 hatte Siddinghausen 13 Gemeindevorsteher.
Gemeindevorsteher der früheren Gemeinde Siddinghausen
- Joseph Happe (1844–1852)[3]
- Anton Schlüter (1852–1860)
- Johann Schüth (1860–1878)
- Anton Schlüter (1878–1890)
- Johann Happe (1890–1907)
- Josef Kersting (1907–1913)
- Wilhelm Schlüter (1913–1915)
- Anton Happe (1915–1920)
- Josef Kersting (1920–1938)
- Josef Wiehe (1938–1945)
- Anton Gottschalk (Mai 1945)
- Anton Schlüter (Mai 1945–1946)
- Wilhelm Happe (1946–1948)
- Franz Meis (1948–1975)

Seit der Eingemeindung im Jahr 1975 hatte Siddinghausen bis heute vier Ortsvorsteher.
Ortsvorsteher
- Anton Müller (1975–1989)
- Heinrich Burdick (1989–1994)
- Gerhard Helle (1994–2012)
- Johannes Schäfers (2012–2020)
- Daniel Robbert (seit 2020)

## Sehenswürdigkeiten
Besonders sehenswert sind die Siddinghäuser Kirche (St. Johannes Baptist) und die an der Alme gelegene Siddinghäuser Mühle.

## Johanneseiche
Die Johanneseiche ist eine über 400 Jahre alte Eiche, die im Ringelsteiner Wald steht.

## Öffentliche Einrichtungen
In Siddinghausen gibt es einen Kindergarten.

## Vereine
In Siddinghausen gibt es eine Freiwillige Feuerwehr, eine Theatergruppe, eine Tanzgruppe, einen Sportverein inklusive Sportplatz und eigener Turnhalle, einen Heimatschutzverein, eine Kolpingsfamilie und einen Musikverein.

## Verkehr
Der Ort liegt an der Landstraße 637, die von Büren in das Nachbardorf Ringelstein führt. Siddinghausen wird des Weiteren durch die Kreisstraße 65 mit dem benachbarten Kneblinghausen im Kreis Soest verbunden.